# Eliica

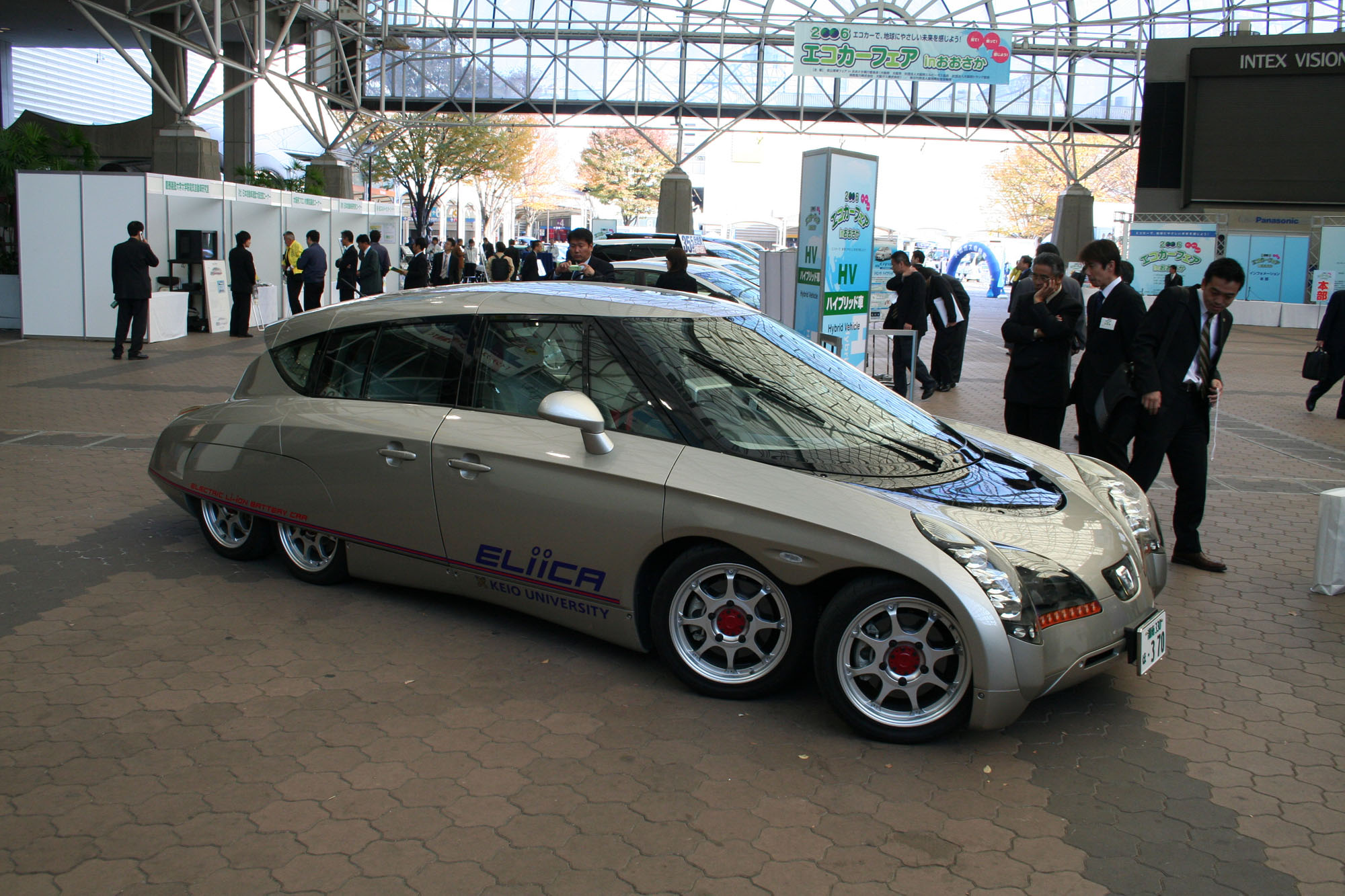
Eliica, the eight electric car of Hiroshi Shimizu

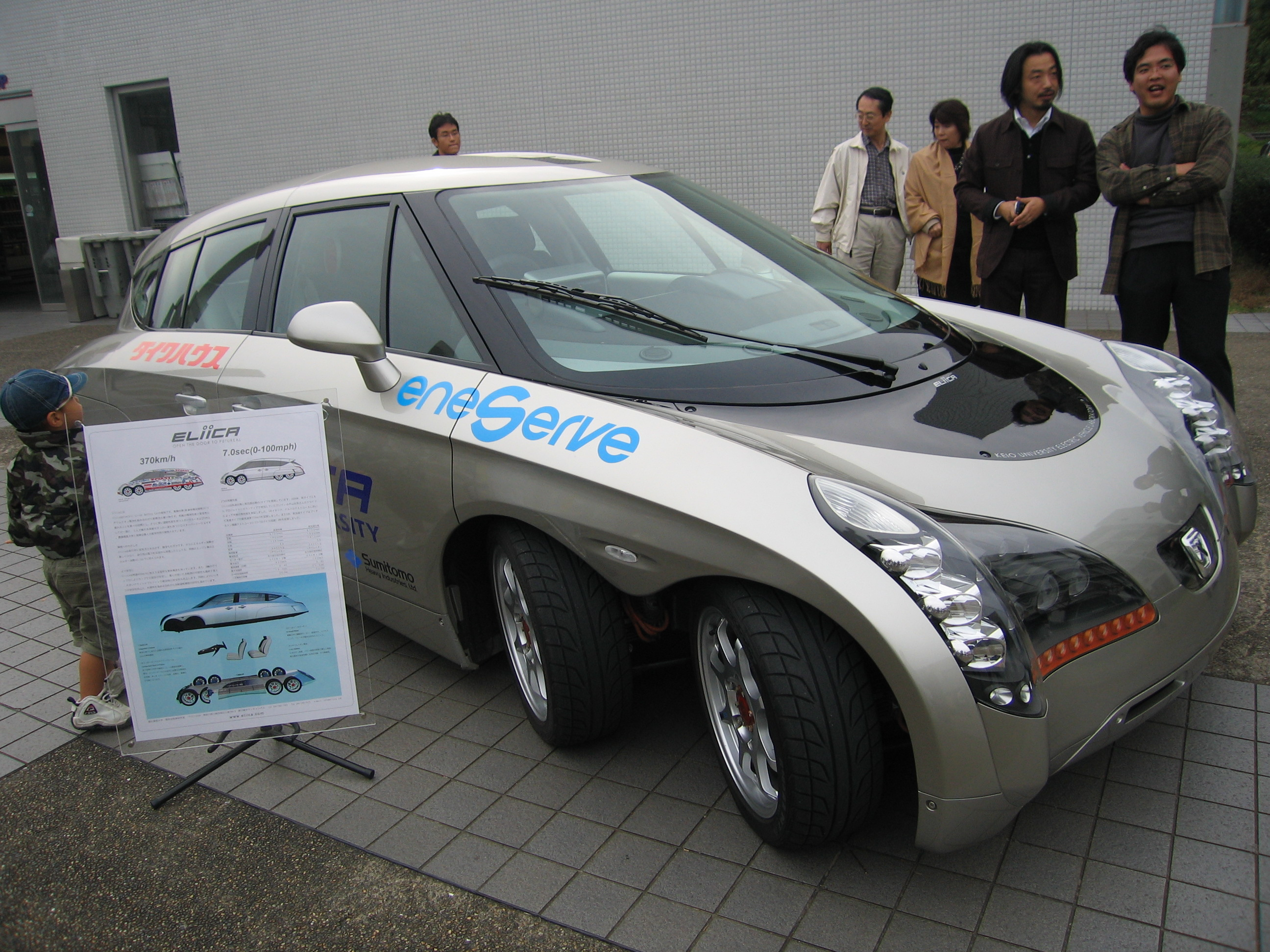
Eliica shown at Intex Osaka

Eliica (akronim od Electric Lithium-Ion battery Car, z ang. Elektryczny Samochód zasilany akumulatorem Litowo-Jonowym) – prototyp koncepcyjnego elektrycznego samochodu, zaprojektowanego przez zespół kierowany przez prof. Hiroshi Shimizu z Keio University w Tokio. 5,1-metrowy pojazd jest zasilany akumulatorem litowo-jonowym i może przyspieszać od 0 do 100 km/h w 4 sekundy. W 2004 Eliica osiągnął prędkość 370 km/h na włoskim torze wyścigowym Nardo. Celem zespołu jest przekroczenie granicy 400 km/h i pobicie w ten sposób rekordu prędkości pojazdu napędzanego silnikiem spalinowym.
Eliica waży około 2400 kg i może nim podróżować kierowca i trzech pasażerów. Samochód ma futurystyczny, opływowy kształt testowany w tunelu aerodynamicznym. Przednie drzwi otwierają się do przodu, zaś tylne do góry. W podwoziu kryją się 4 rzędy po 80 akumulatorów, których cena stanowi jedną trzecią całego kosztu wyprodukowania pojazdu. Czas całkowitego naładowania akumulatorów to około 10 godzin, ale za to mogą być one ładowane ze standardowego gniazdka w domu, czy garażu.
Samochód ma osiem kół, dzięki czemu może mieć niższe zawieszenie i lepsze właściwości jezdne. Cztery przednie koła są skrętne. Każde z 8 kół jest napędzane własnym silnikiem elektrycznym o mocy 100 KM każdy. Zastosowanie elektrycznych silników umożliwia płynne przyspieszenie o wartości około 0,8 g. Wszystkie koła mają hamulce tarczowe umożliwiające zamianę energii kinetycznej na elektryczną przy hamowaniu, pozwalając w ten sposób wydłużyć czas naładowania akumulatorów.
Obecnie istnieją dwie wersje pojazdu. Speed model został stworzony z myślą o pobiciu rekordu szybkości pojazdów napędzanych silnikami spalinowymi: jego obecna prędkość maksymalna to 370 km/h, a zasięg około 200 km.
Natomiast Acceleration model jest przeznaczony do codziennego użytku na ulicach. Jego prędkość maksymalna wynosi tylko 190 km/h, lecz rekompensuje to zasięgiem około 320 km i lepszym przyspieszeniem.
Szacowany koszt produkcji jednego egzemplarza wynosi 320 000 USD. Zespół planuje wyprodukować przynajmniej 200 sztuk.